# مل شپارد
مل شپارد (به انگلیسی: Mel Sheppard) ورزشکار مرد رشتهٔ دو و میدانی اهل ایالات متحده آمریکا است. او در بین سال‌های ‎۱۹۰۸ تا ۱۹۱۲ میلادی در مسابقات بازی‌های المپیک تابستانی در مجموع ۵ مدال، شامل ۴ مدال طلا و ۱ نقره را کسب کرد.